# Illusion de Jastrow
Pour les articles homonymes, voir Jastrow.

La figure du haut semble moins longue que l'autre.

L’illusion de Jastrow est une illusion d'optique découverte par le psychologue américain Joseph Jastrow. Cette illusion, où deux figures identiques paraissent de taille différente, est due au fait que l'œil s'attarde plutôt à comparer le bord inférieur de la figure du haut au bord supérieur de la figure du bas pour conclure à une différence de taille,.

La nouvelle disposition des mêmes figures sur l'illustration ci-contre aide à faire disparaître l'illusion.